# 鄭澤玄
鄭澤玄 (韓語：정택현，2003年7月28日—)，或譯爲鄭澤鉉、鄭澤賢，曾為2018年由MBC策劃的韓國綜藝選秀節目《Under Nineteen》選出的韓國男子音樂團體團體《1THE9》，目前該團體已正式結束團體活動，現為韓國男演員。

## 演出作品

### 電視劇
- 2013年：JTBC《宮中殘酷史—花的戰爭》飾演 崇善君
- 2013年：KBS《未來的選擇》飾演 朴世柱（童年）
- 2013年：KBS《Good Doctor善良醫生》飾演 桐丘
- 2013年：tvN《請回答1994》飾演 成泰勳（EP.2）
- 2014年：KBS《感激時代：鬪神的誕生》飾演 申正太（童年）
- 2014年：tvN《三劍客》飾演 昭顯世子（童年）
- 2014年：MBC《狎鷗亭白夜》飾演 白英俊（童年）
- 2015年：MBC《媽媽》飾演 河允宰
- 2015年：Tooniverse《科學實驗王》飾演 何聰明
- 2016年：Naver TV《beginning》飾演 金俊浩
- 2016年：Tooniverse《科學實驗王２》飾演 何聰明
- 2018年：EBS《Dog Boy Cat Girl》飾演 姜澤玄
- 2019年：tvN《Black Dog》飾演 黃寶佟[3][4]
- 2020年：tvN《惡之花》飾演 金武鎮（少年）[5]
- 2021年：MBC《Oh！珠仁君》飾演 韓雨秀（少年）
- 2021年：SBS《Racket少年團》飾演 吳在碩[6]
- 2022年：SBS《Trolley：命運交叉點》飾演 南智薰[7][8]
- 2023年：tvN《驅魔麵館2：全面回擊》飾演 林在悅[9]

### 電影
- 2009年：《等待著媽媽》飾演 宇宙（短篇）
- 2010年：《走進炮火中》飾演 小男孩
- 2012年：《腳步》飾演 哲浩（短篇）
- 2013年：《告别》飾演 明浩（短篇）
- 2014年：《鹽行星》飾演 （短篇）
- 2015年：《被害者們》飾演
- 2017年：《記憶之夜》飾演 佑碩（高中）
- 2018年：《七罪追緝令》飾演 姜泰伍（少年）[10]
- 2022年：《想見你父母》飾演 鄭伊登

### MV
- 2019年：宋歌人《媽媽阿里郎 （页面存档备份，存于）》
- 2020年：LEE WOO《你 （页面存档备份，存于）》

## 外部連結
- 鄭澤玄的Instagram帳戶